# Helmiopsis pseudopopulus
Helmiopsis pseudopopulus là một loài thực vật có hoa trong họ Cẩm quỳ. Loài này được (Baill.) Capuron mô tả khoa học đầu tiên năm 1953.